# Atacul armat asupra centrului comercial Westgate

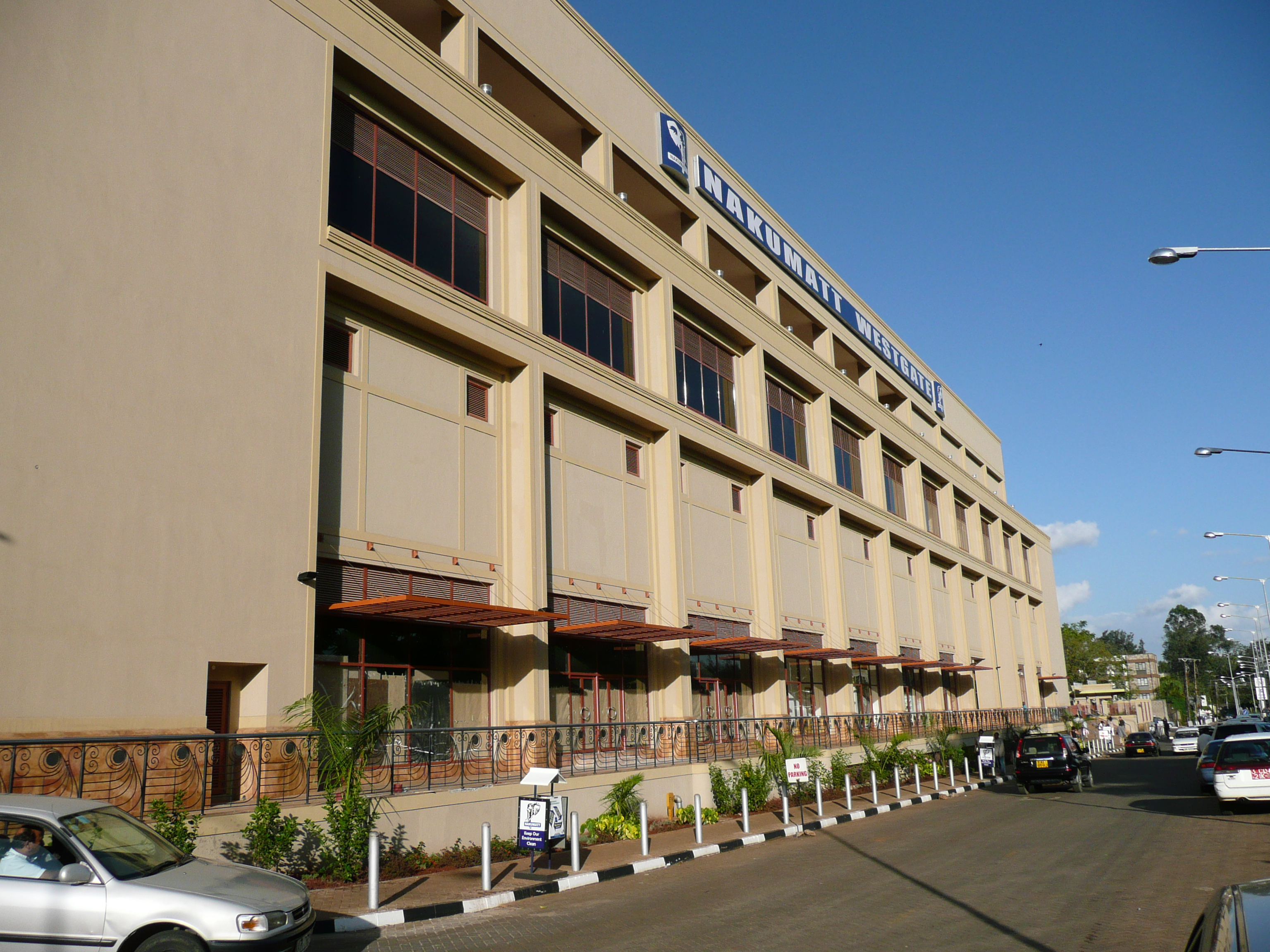
Centrul comercial Westgate în 2007

Atacul terorist asupra centrului comercial Westgate a început la 21 septembrie 2013, când bărbați neidentificați mascați au atacat un centru comercial situat în Nairobi, Kenya. Au fost luați numeroși ostatici, teroriștii permițând ieșirea afară doar a persoanelor de credință musulmană. Teroriștii s-au luptat cu poliția care a încercat să elibereze ostaticii. În timpul împușcăturilor, au fost ucise cel puțin 68 de persoane. Printre cei morți - cetățeni din Canada și Franța.

## Legături externe
- Atac armat la mall: 59 de persoane au fost ucise. Islamiștii amenință cu UCIDEREA OSTATICILOR Arhivat în 23 septembrie 2013, la Wayback Machine., Realitatea TV, 21 septembrie 2013
- Forțele speciale ISRAELIENE INTERVIN în criza din Nairobi, Antena 3, 22 septembrie 2013